# Веслі Кеш
Веслі Кеш (англ. Wesley Cash; нар. ) — колишній американський тенісист.
Найвищу одиночну позицію світового рейтингу — 490 місце досяг 3 січня 1983, парну — 272 місце — 2 січня 1984 року.

## Титули ATP Челленджер

### Парний розряд: (1)
| Ранг | Дата     | Турнір                          | Покриття | Партнер     | Суперники                 | Рахунок       |
| ---- | -------- | ------------------------------- | -------- | ----------- | ------------------------- | ------------- |
| 1.   | Лют 1983 | Lagos Challenger Лагос, Нігерія | Тверде   | Джон Маттке | Джонатан Кантер Джо Маєрс | 6–3, 3–6, 6–3 |